# مهارکننده بازجذب نوراپی‌نفرین–دوپامین

ساختار شیمیایی نوراپی نفرین

ساختار شیمیایی دوپامین

یک مهارکننده بازجذب نوراپی‌نفرین–دوپامین (NDRI) دارویی است که برای درمان افسردگی بالینی، اختلال کم‌توجهی - بیش‌فعالی (ADHD)، حمله خواب و مدیریت بیماری پارکینسون استفاده می شود. این دارو به عنوان مهارکننده بازجذب در پیام‌رسان عصبی نوراپی‌نفرین و دوپامین عمل می کند و این امر به ترتیب با جلوگیری از عملکرد حمل کننده نوراپی نفرین (NET) و حمل کننده نوراپی نفرینحمل کننده دوپامین (DAT) صورت می گیرد.